# Charles S. Peskin
Charles S. Peskin (* 15. April 1946) ist ein US-amerikanischer Mathematiker, der sich insbesondere mit Anwendungen der Mathematik in der Biologie beschäftigt.
Peskin wurde 1972 an der Yeshiva University 1972 bei Alexandre Chorin promoviert (Flow Patterns Around the Heart Valves: A Digital Computer Method for Solving the Equations of Motion). Danach ging er an das Courant Institute of Mathematical Sciences of New York University, wo er Professor ist.
Peskin gelangen Fortschritte in mathematischer Biologie und Hydrodynamik. Er führte eine mathematische Methode ein, mit der die Wechselwirkung elastischer Membranen mit Flüssigkeiten beschrieben werden kann (Immersed Boundary Method). Diese Methode wurde in der Biologie zum Beispiel bei Simulation von Blutfluss, Wellen im Innenohr oder Insektenflug angewandt.
1983 war er MacArthur Fellow. 2003 erhielt er den George-David-Birkhoff-Preis der American Mathematical Society (AMS), 1993 war er Gibbs Lecturer der AMS und 1986 erhielt er den James-H.-Wilkinson-Preis der SIAM. 1994 erhielt er den Cray Research Information Technology Leadership Award und den Sidney Fernbach Award der IEEE. Er ist Mitglied der American Academy of Arts and Sciences (1994) und der National Academy of Sciences (1995). 1998 war er Invited Speaker auf dem Internationalen Mathematikerkongress in Berlin (Optimal dynamic instability of microtubules). Er ist Fellow der American Mathematical Society.

## Schriften
- mit Frank C. Hoppensteadt: Mathematics in Medicine and the Life Sciences (= Texts in Applied Mathematics. 10). Springer, New York NY u. a. 1992, ISBN 0-387-97639-6 (2. Auflage als: Modeling and Simulation in Medicine and the Life Sciences. ebenda 2002, ISBN 0-387-95072-9).
- The immersed boundary method. In: Acta Numerica. Band 11, 2002, S. 479–517, doi:10.1017/S0962492902000077.